# 이광기 (스노보드 선수)
이광기(李光基, 1993년 10월 13일~)는 대한민국의 스노보드 선수이다. 2014년과 2018년 동계 올림픽에 대한민국 국가대표로 참가하였다.